# Eloeophila kintaro
Eloeophila kintaro là một loài ruồi trong họ Limoniidae. Chúng phân bố ở miền Cổ bắc.